# Проблема якобиана
Проблема якобиана — проблема о свойствах полиномов нескольких переменных.

## Условия
Рассмотрим набор полиномов с комплексными коэффициентами от переменных {\displaystyle {\overline {X}}=X_{1},X_{2},...,X_{N}}: 
{\displaystyle f_{1},f_{2},...,f_{N}\in \mathbb {C} [X_{1},X_{2},...,X_{N}]\qquad (1)}
Предположим, что для любого набора {\displaystyle (b_{1},b_{2},...,b_{N})\in \mathbb {C} ^{N}} система уравнений 
{\displaystyle f_{1}=b_{1},f_{2}=b_{2},...,f_{N}=b_{N}}
имеет единственное решение {\displaystyle (a_{1},a_{2},...,a_{N})\in \mathbb {C} ^{N}} и существуют такие многочлены 
{\displaystyle g_{1},g_{2},g_{3},...g_{N}\in \mathbb {C} [X_{1},X_{2},...,X_{N}]},
что каждое {\displaystyle a_{i}=g_{i}(b_{1},b_{2},...,b_{N})}. Предполагается, что многочлены {\displaystyle g_{1},g_{2},...,g_{N}} не зависят от набора свободных членов {\displaystyle (b_{1},b_{2},...,b_{N})\in \mathbb {C} ^{N}}. Это эквивалентно тому, что каждый многочлен из {\displaystyle \mathbb {C} [X_{1},X_{2},...,X_{N}]} однозначно представляется в виде многочлена от {\displaystyle f_{1},f_{2},...f_{N}} (и от {\displaystyle g_{1},g_{2},...g_{N}}). Система (1) задаёт полиномиальное отображение {\displaystyle f:\mathbb {C} ^{N}\rightarrow \mathbb {C} ^{N}}, при котором 
{\displaystyle f(a_{1},...,a_{N})=(f_{1}(a_{1},...,a_{N}),f_{2}(a_{1},...,a_{N}),...,f_{N}(a_{1},...,a_{N}))=(b_{1},b_{2},...,b_{N})\in \mathbb {C} ^{N}\qquad (2)}.
Отображение {\displaystyle f} является взаимно однозначным. Кроме того, обратное отображение {\displaystyle f^{-1}}, переводящее {\displaystyle (b_{1},b_{2},...,b_{N})\in \mathbb {C} ^{N}} в 
{\displaystyle f^{-1}(b_{1},...,b_{N})=(g_{1}(b_{1},...,b_{N}),g_{2}(b_{1},...,b_{N}),...,g_{N}(b_{1},...,b_{N}))=(a_{1},a_{2},...,a_{N})\in \mathbb {C} ^{N}}
также является полиномиальным. 
Сопоставим произвольному полиномиальному отображению вида (2) квадратную матрицу (якобиан отображения {\displaystyle f}) {\displaystyle J(f)({\overline {X}})} размера {\displaystyle N}, в которой на месте {\displaystyle (i,j)} стоит частная производная {\displaystyle \partial f_{i}/\partial X_{J}}. Зададим другое полиномиальное отображение {\displaystyle h:\mathbb {C} ^{N}\rightarrow C^{N}} и рассмотрим их композицию {\displaystyle fh}, матрица Якоби которой равна 
{\displaystyle J(fh)({\overline {X}})=J(f)(h({\overline {X}}))J(h)({\overline {X}})}.
Вычисляя определители, получаем, что 
{\displaystyle \det(J(fh))({\overline {X}})=\det(J(f))(h({\overline {X}}))\det(J(h))({\overline {X}})}.
В частности, если заданы полиномиальные отображения {\displaystyle f} и {\displaystyle f^{-1}}, то их композиция является тождественным отображением. Поэтому единичная матрица {\displaystyle E=J(f^{-1}f)({\overline {X}})=J(f^{-1})(f({\overline {X}}))J(f)({\overline {X}})}, тогда при переходе к определителю единица равна произведению многочленов, следовательно, эти многочлены равны константам, в частности, 
{\displaystyle \det(J(f))({\overline {X}})}
является ненулевой константой.

## Формулировка
Проблема якобиана состоит в решении обратной задачи. Пусть задано полиномиальное отображение {\displaystyle f} вида (2), причем {\displaystyle \det(J(f))} является ненулевой константой. Верно ли, что существует обратное полиномиальное отображение? Можно ли представить каждый многочлен из {\displaystyle C[X_{1},X_{2},...,X_{N}]} в виде многочлена от {\displaystyle f_{1},f_{2},...,f_{n}}?

## Результаты
До 2022 года проблема была решена для случая, когда {\displaystyle N=2} и степени {\displaystyle f_{1},f_{2}} не выше 150, а также если {\displaystyle N} любое, но степени всех многочленов {\displaystyle f_{1},f_{2},...,f_{N}} не выше 2. Кроме того, для доказательства общего утверждения, достаточно было доказать его для случая, когда каждое {\displaystyle f_{i}} является многочленом степени не выше 3.